# Friese kruidkoek

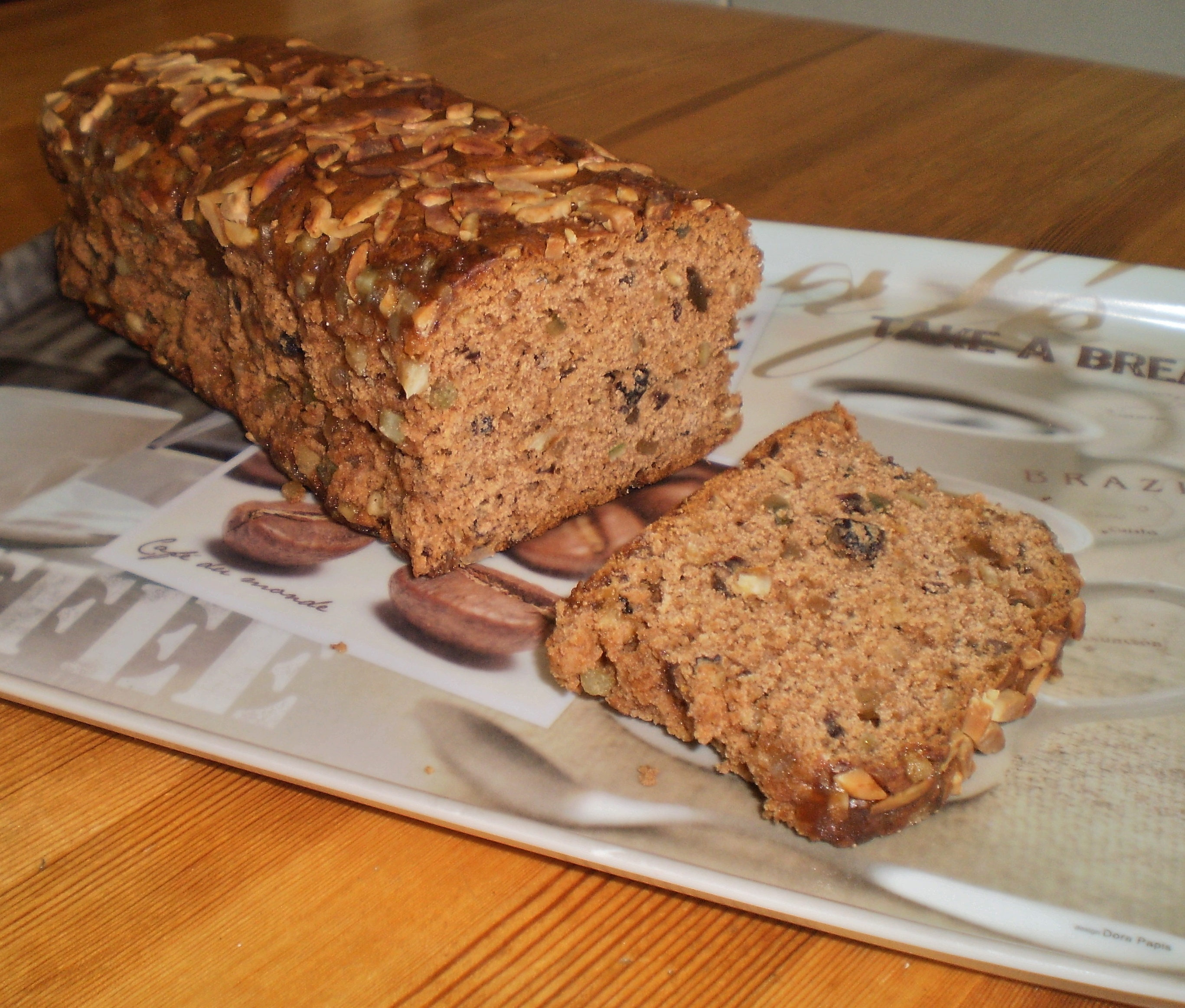
Friese kruidkoek

Friese kruidkoek (Fries: krûdkoeke) is een koeksoort uit de Nederlandse provincie Friesland. De koek wordt vaak bij de koffie geserveerd, maar ook als tussendoortje. Er bestaan veel varianten van dit streekproduct. Anders dan in de provincie Groningen wordt het deeg niet gekookt, zodat de kruidkoek langer houdbaar blijft. Lokale bakkers hebben vaak hun eigen recept, waardoor de kruidkoek per bakker kan verschillen. Bekende Friese kruidkoeken kwamen ooit uit Drachten en Dokkum. Vroeger werd de koek ook wel in andere recepten verwerkt, bijvoorbeeld in vleesgerechten. De moderne Friese kruidkoeken bevatten soms ingrediënten als nootjes en gekonfijte tropische vruchtjes.

## Geschiedenis
Friese kruidkoeken werden vooral door de gegoede stand gegeten. Dit kwam deels door de vele dure ingrediënten als sukade, gember en oranjesnippers, maar ook door de boter, krenten en rozijnen.
Kruidkoeken krijgen mede door de kruiden een zoete smaak. De eerste kruidkoeken werden met honing gezoet, in later tijden werd de honing vervangen door goedkoper geworden stroop en suiker. Voor de komst van bakpoeder moest het deeg veel langer rijpen. De oorspronkelijke roggemeel werd later ook wel vervangen door tarwemeel.

## Ingrediënten
- zachte boter
- bruine suiker
- roggebloem en roggemeel[4]
- bakpoeder
- eieren
- kaneel
- stroop[5]
- kruidnagelpoeder
- kardamom
- gember
- sukade
- gekonfijte sinaasappelschil
- aardappelmeel[6]
- eiwit

Door de kruidkoek een paar dagen te laten narijpen wordt deze zachter. Door dit narijpen werken de kruiden beter in op het roggemeel.